# Bridelia ovata
Bridelia ovata är en emblikaväxtart som beskrevs av Joseph Decaisne. Bridelia ovata ingår i släktet Bridelia och familjen emblikaväxter. IUCN kategoriserar arten globalt som sårbar. Inga underarter finns listade i Catalogue of Life.